# 川瀬もえ
川瀬 もえ（かわせ もえ、1993年〈平成5年〉12月30日 - ）は、日本のグラビアモデル、タレント、レースクイーン。京都府出身。本名非公開。所属事務所はレガロを経て2025年現在はゼロイチファミリア。
写真集でのキャッチフレーズは、「“キレイなお姉さん”の正統後継者」。

## 略歴

### レガロを経てゼロイチファミリアへ、グラビアタレント兼レースクイーンを経て一旦卒業
大学生当時、学園祭にてモデルにスカウトされたことがあるが、最初はまったく興味がなかった。後述のレガロを経てゼロイチファミリアのマネージャーと出会ったことが、後者への所属のきっかけとなった。なお、後者への所属以前には企業の役員秘書や事務として働いていたとも述べており、お茶汲み、来客対応、スケジュール管理などをやらせてもらっていたという。
ゼロイチファミリアに所属する以前にはレガロに所属しており、バラエティ番組『芸能人が本気で考えた!ドッキリGP』2019年8月24日放送分（フジテレビ）にて仕掛け人の1人としての出演や、総合週刊誌『週刊SPA!』2019年12月17日号（扶桑社）の「美女地図」にて下着姿の初披露などの活動を経て離籍した後、自身にとってはレースクイーンのレジェンドに位置する川崎あやの所属先であるゼロイチファミリアに所属する。しかし、自身はすでに24歳だったことから、とても不安だったという。
2020年2月4日発売の初のデジタル写真集『SPA! デジタル写真集 川瀬もえ』（扶桑社）からは本格的にグラビアタレントとしての活動も開始したが、まだSNSのフォロワーが0人だったことからも悩み続けており、川崎が親身になって話を聞いてくれたことが、「もっと頑張ろう」とのモチベーションの元になったという。一方、コロナ禍による自粛期間には、自宅内にて自分磨きに励んでいた。なお、休日は漫画とゲームがあればまったく外出せずに済むインドア派なので、ストレスは感じなかったという。
2021年にはSUPER GT300クラス「Pacific Fairies」の一員として、Pacific Carguy Racingのレースクイーンを務めたほか、同年5月30日に横浜武道館にて開催された「K-1WORLD GP」を皮切りに、「K-1 GIRLS」の一員としてラウンドガール活動も行った。7月4日には賞レース「日本レースクイーン大賞2021」の新人部門グランプリを受賞し、2021年のNo.1ルーキーレースクイーンに輝いた。なお、それらと前後して2月19日には1stDVD『VenusFilm Vol.10』（イーネットフロンティア）が発売されたほか、9月17日には2ndDVD『どんな時も川瀬もえ』（同社）が発売された。また、3月22日には男性向け週刊誌『週刊プレイボーイ』同年14号（集英社）の表紙やグラビアをゼロイチファミリア所属タレント13人がジャックし、自身も竹内星菜とのコラボレーションとして背後からバストを鷲掴みにされるビキニ姿を披露したほか、彼女とのデジタル写真集『ALL STARS』（同社）が発売された。
2022年1月15日には、「日本レースクイーン大賞2021」グランプリを受賞した。なお、新人部門グランプリと大賞グランプリを同年に同時受賞したのは、「日本レースクイーン大賞」史上初の快挙である。2022年SUPER GTでも引き続いて「Pacific Fairies」を務めた後、同年1月24日には同時受賞を記念して開催された生誕祭&祝勝会に登壇し、ファンへの感謝を述べた。
2022年8月30日には、ジュピラー・プロ・リーグに所属するシント＝トロイデンVVのイメージガール「シントトロイデンガールズ」に就任した。
2022年12月13日には、「Pacific Fairies」をもってレースクイーンから卒業したことを、自身のInstagramにて発表した。同年12月31日には、アベンジャーズをモチーフとした「2023ゼロイチファミリアイメージビジュアル」の公開に際し、今年の漢字をレースクイーンの衣装の印象からも「青」と発表した。

### グラビアタレントとしてのさまざまな仕事、レースクイーンへの復帰
2023年1月14日には、「日本レースクイーン大賞2022」にプレゼンターとして登壇し、グランプリ受賞者の名取くるみにトロフィーを贈呈した。
2023年5月13日には、撮影会イベント「シントトロイデンガールズ×イマドキ撮影会」に登壇し、来月末をもっての任期終了を前に初期メンバーとしての苦労を振り返った。
2023年10月7日には、大田区総合体育館にて開催されたボクシング興行「3150FIGHT vol.7」に、スペシャルラウンドガールとして登壇した。同年10月30日には、『週刊プレイボーイ』同年46号にて実施された創刊57周年企画「NIPPONグラドル57人」に、グラビアニュージェネレーションの1人として掲載された。
2023年11月11日には、ゼロイチファミリアの公式YouTube企画「『露出高めの私服で竹下通り集合！』と言われたら…!?」にて霜月めあ、竹内星菜、森香穂、真島なおみと共に露出度の高い私服姿で原宿の竹下通りを歩き、注目を集めた。同年11月19日には、12月1日に香港のサザンスタジアムにて開催される格闘技イベント「ピアソンアリーナ無敵カップ2023」に真島と共にラウンドガールとして登壇するに際し、香港のLikeJapan TVによる取材を受けた。12月31日には、テーマパークを意識した「2024ゼロイチファミリアイメージビジュアル」の公開に際し、今年の漢字を「今までとは違う環境や海外での仕事の増加など、今まで以上に外に出た感覚が多い1年だった」との理由から、「外」と発表した。
2024年2月10日には、同年度のARTA GALSに加入してレースクイーンに復帰し、インテックス大阪にて同年2月12日まで開催されたモーターショー「大阪オートメッセ2024」のオートバックスステージに登壇した。ゼロイチファミリア所属者がARTA GALSに起用されたのは彼女が初めてとなる。同年2月20日には、写真週刊誌『FLASH』同年3月5日号（光文社）の巻中グラビアと裏表紙をランジェリー姿で飾り、レースクイーンへの復帰についてをインタビューに答えたほか、同時発売のデジタル写真集『Venusの品格』（同社）を同グラビアのアザーカットで飾った。3月12日には、同年3月26日・4月2日合併号の巻中グラビアをランジェリー姿で飾り、スポーツ界のヴィーナスを目標としているとの旨をインタビューに答えた。
2025年1月11日には、日本レースクイーン大賞から大会名を変更した「レースアンバサダーアワード2024」に歴代RQ大賞グランプリ受賞者の一人として登壇し、ピンクを基調としたエレガントなドレス姿を披露した。
2025年1月28日発売の写真週刊誌「FLASH」（2025年2月11日号、光文社）にて、初の表紙と巻頭グラビアに登場し、同年3月11日に発売される1st写真集から先行カットが公開された。同年3月10日には、2025年度のARTA GALSに引き続き参加することを発表。ARTAは前年をもって木村理恵とはらことはの2名が卒業したが、2人の穴を埋める新メンバーは一人も採用されず、残る4人（川瀬・広瀬晏夕、一之瀬優香、真木しおり）のみが続投となった。

## 人物
- 趣味は、ゲーム、漫画、絵を描くこと[6]、美術館・博物館巡り[61]。
  - スマホゲーム『モンスターストライク』については、知識と経験から公式大会「モンスト プロツアー 2019-2020」のMCに抜擢されている[62]ほか、eスポーツのMCなども担当している[63]。
- 基本的に早起きであり、朝は6時くらいに起きている[64]。
- 高くて細い声が昔はコンプレックスだったが、デビュー後は好きといってもらえることが多く、短所を長所と思えるようになった[12]。
- 左利きである[動画 3]。
- 目標としている人物は川崎あや[65]。
- 好きな言葉は「誠実・真実・謙虚」[64]。
- エフエム東京『SCHOOL OF LOCK!』を聴いて育ったというラジオっ子であり、ラジオに憧れを持っている[65]。
- 当初、SNSは苦手と語っていたが、X（旧Twitter）やInstagramも更新の頻度が高くなり、2020年9月27日にYouTubeチャンネル「川瀬もえ」 (MOE'S ASMR) で初動画を公開した。また、Insta Liveでは通常のLiveのほか、顔出しをしない音声だけの「川瀬ラジオ」の配信も行っている。
- 2025年現在の愛車はホンダ・シビッククーペ（EJ1型）。レースクイーン活動が契機となりマニュアル免許を取得している[66]。

## 出演

### テレビ
- EXITのベルギー行ったらモテるやつ（2022年10月1日 - 、テレビ東京） - シントトロイデンガールズとして[67][68]

### ラジオ
- オレたちゴチャ・まぜっ!〜集まれヤンヤン〜（2022年4月23日 - 2023年4月16日、MBSラジオ） - ヤンヤンガールズ14期生[69]

### 音声配信
- よゐこ有野のノーギャラジオ（2023年4月24日、Radiotalk）[70]

### MC
- モンスト プロツアー 2019-2020（2019年11月）[62]

### CM
- 久光製薬 「アレグラFX：アレグラポーズ大流行編」（2017年2月）[6]
- 中部電力 「暮らしレボリューション」お天気キャスター役（2019年9月）[61]

### 書籍
- ゼロイチファミリアxスピリッツ40周年メモリアルブック（2020年11月9日、小学館）[71]
- PEACE COMBAT VOL.60（2024年3月27日、トランスワールドジャパン） - 表紙[72]

### ミュージック・ビデオ
- ゆず x GReeeeN『イコール』MV 主演（2018年4月4日）[6][注 10]

### 朗読劇
- Greif4（2021年9月1日 - 4日、オメガ東京） - Aチーム、主人公・渚役[73][74]（座長も兼任）[75]

### 舞台
- キツネたちが円舞る夜 2020（2020年6月20日 - 21日）[76]
- CONTE STAGE 『休日の夢』（2020年11月13日 - 15日）[77]

### レースクイーン
- 2021年 - 2022年 SUPER GT「Pacific Fairies」[23][35]
- 大阪オートメッセ2024（2024年2月10日 - 12日、インテックス大阪）[55]

### ラウンドガール
- K-1WORLD GP（2021年5月30日、K-1 GIRLS 2021、横浜武道館）[Unit 5]
- RISE 177（2024年4月21日予定、R-1SE Force 2024、後楽園ホール）[Unit 6]

## 受賞歴
- モデルプレス×SHOWROOM オーディション - 2017年グランプリ（2017年8月）[6][64]
- ゆかたクイーン コンテスト - 2019敢闘賞（2019年8月）[7][6]
- 日本レースクイーン大賞2021[33]
  - 新人部門グランプリ（2021年7月）[34]
  - 大賞グランプリ（2022年1月）[34]

## 作品

### イメージDVD
- VenusFilm Vol.10（2021年2月19日、イーネットフロンティア）[3][27]
- どんな時も川瀬もえ（2021年9月17日、イーネットフロンティア）[28][29]

### フォトブック
- Blue Lagooooon（2021年5月6日、イマコレ、撮影：佐賀章広）[81]

### 写真集
- Manual（2025年3月11日、光文社）[82]

### デジタル写真集
- SPA!デジタル写真集 川瀬もえ（2020年2月4日、扶桑社〈SPA!BOOKS〉、撮影：門嶋淳矢）[83]
- 竹内星菜/川瀬もえ写真集「ALL STARS」（2021年3月22日、集英社〈週プレ PHOTO BOOK〉、撮影：LUCKMAN）※共演：竹内星菜[31]
- 誘惑フェティシズム（2022年2月28日、集英社〈週プレ PHOTO BOOK〉、撮影：西條彰仁）[84][85]
- フェロモン（2022年3月7日、白夜書房〈BUBKAデジタル写真集〉、撮影：高橋慶佑）[86]
- 史上最速のメイドインジャパンボディ（2022年4月28日、集英社〈YJ PHOTO BOOK〉、撮影：沢渡朔）[87]
- 隣のきれいな"お姉さん"（2022年7月1日、秋田書店〈ヤングチャンピオンデジグラ〉、撮影：岡本武志）[88]
- もえ萌え（2022年11月11日、講談社〈週刊現代デジタル写真集〉、撮影：門嶋淳矢）[4]
- サーキットの極上天使（2022年11月11日、講談社〈週刊現代デジタル写真集〉、撮影：門嶋淳矢）[4]
- キレイなお姉さんが、好きです。（2023年1月16日、小学館〈週刊ポストデジタル写真集〉、撮影：カノウリョウマ）[89]
- Venusの品格（2024年2月20日、光文社〈FLASHデジタル写真集〉、撮影：唐木貴央）[56][90]